# Îlot du Verseau
Îlot du Verseau är en ö i Antarktis. Den ligger i havet utanför Östantarktis. Frankrike gör anspråk på området.